# Václav Sitte
Václav Sitte (2. září 1849 Kunratice u Cvikova – 19. srpna 1912 Litoměřice) ,byl český katolický kněz, sídelní kanovník katedrální kapituly sv. Štěpána v Litoměřicích.

## Život

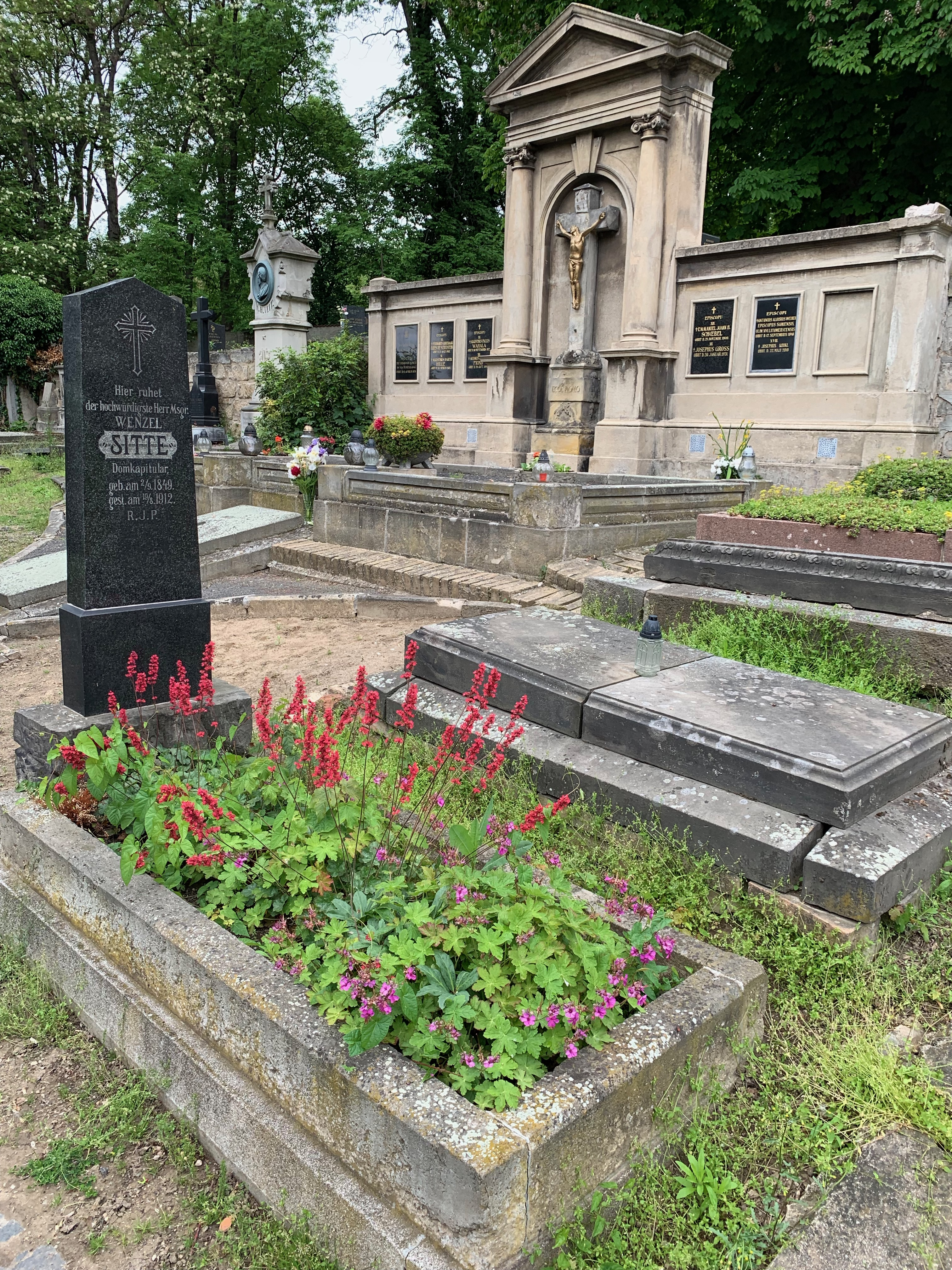
Hrob kanovníka Václava Sitteho na litoměřickém městském hřbitově

Kněz litoměřické diecéze Václav Sitte byl v roce 1904 jmenován a instalován litoměřickým biskupem Emanuelem Schöbelem sídelním kanovníkem litoměřické katedrální kapituly sv. Štěpána. Svou kanovnickou funkci vykonával i za biskupa Josefa Grosse do své smrti 19. srpna 1912. Toto období je poznamenáno zvyšujícím se národnostním napětím v severočeských Sudetech. Za svou duchovní činnost byl papežem jmenován monsignorem.